# Kiiminkijoki
El río Kiiminkijoki (también Kiiminginjoki) fluye en dirección este-oeste por el paisaje septentrional finlandés de Ostrobotnia del Norte. En el tramo superior discurre por un paisaje solitario, en la segunda mitad aumenta el asentamiento. Como típico río escandinavo, el Kiiminkijoki presenta una serie de extensiones lacustres y tramos fluidos entre ellas. El mayor afluente es el Nuorittajoki. Las ciudades más grandes a lo largo del río son Ylikiiminki y Kiiminki.